# Johann Edeling
Johann Edeling   (Weimar, 1754 - 1786) fou un compositor alemany.
Fou músic del duc de Saxònia-Weimar, i dominava el clarinet a la perfecció.
Va deixar algunes simfonies, concerts per a clarinet i el melodrama Elfrie (Berlín, 1790).